# Campeonato Sul-Americano de Rugby Seven Feminino de 2012
O Campeonato Sul-Americano de Rugby Feminino Seven de 2012 foi a oitava edição deste evento. Suas partidas foram realizadas no Estádio da Gávea, localizado na cidade do Rio de Janeiro, nos dias 10 e 11 de março. O torneio masculino foi disputado em paralelo a este. A organização deste evento foi das Confederações de Rugby brasileira (CBRu) e Sul-Americana (CONSUR).
A seleção brasileira confirmou a hegemonia continental desta modalidade, ao conquistar o oitavo título consecutivo.

## Regulamento
As oito seleções participantes foram divididas em dois grupos com quatro equipes cada, com jogos dentro destas chaves.
Avançaram para as finais de Bronze as terceira e quarta colocadas de cada grupo, enquanto que as primeira e segunda colocadas de cada chave classificaram-se para a disputa das finais de Prata e de Ouro.

## Participantes
Os participantes deste torneio foram (em ordem de classificação do ano anterior):
- Brasil
- Argentina
- Chile
- Uruguai
- Colômbia
- Peru
- Venezuela
- Paraguai

## Partidas

### Primeira Fase

#### Grupo A
| 10 de Março de 2012 |        |      |  |
| Uruguai             | 36 - 0 | Peru |  |
|                     |        |      |  |

| 10 de Março de 2012 |        |           |  |
| Brasil              | 25 - 0 | Venezuela |  |
|                     |        |           |  |

| 10 de Março de 2012 |        |           |  |
| Uruguai             | 22 - 0 | Venezuela |  |
|                     |        |           |  |

| 10 de Março de 2012 |        |      |  |
| Brasil              | 45 - 0 | Peru |  |
|                     |        |      |  |

| 10 de Março de 2012 |        |           |  |
| Peru                | 0 - 15 | Venezuela |  |
|                     |        |           |  |

| 10 de Março de 2012 |        |         |  |
| Brasil              | 12 - 5 | Uruguai |  |
|                     |        |         |  |

##### Classificação Final - Primeira Fase - Grupo A
| Seleção   | P | J | V | E | D | PF | PC | +/- |
| --------- | - | - | - | - | - | -- | -- | --- |
| Brasil    | 9 | 3 | 3 | 0 | 0 | 82 | 5  | +77 |
| Uruguai   | 6 | 3 | 2 | 0 | 1 | 63 | 12 | +51 |
| Venezuela | 3 | 3 | 1 | 0 | 2 | 15 | 47 | -32 |
| Peru      | 0 | 3 | 0 | 0 | 3 | 0  | 96 | -96 |

- Critérios de pontuação: vitória = 3, empate = 1, derrota = 0
- Brasil e Uruguai avançaram às disputas principais.

#### Grupo B
| 10 de Março de 2012 |        |          |  |
| Chile               | 7 - 20 | Colômbia |  |
|                     |        |          |  |

| 10 de Março de 2012 |        |          |  |
| Argentina           | 34 - 7 | Paraguai |  |
|                     |        |          |  |

| 10 de Março de 2012 |        |          |  |
| Chile               | 25 - 0 | Paraguai |  |
|                     |        |          |  |

| 10 de Março de 2012 |         |          |  |
| Argentina           | 17 - 19 | Colômbia |  |
|                     |         |          |  |

| 10 de Março de 2012 |        |          |  |
| Colômbia            | 22 - 0 | Paraguai |  |
|                     |        |          |  |

| 10 de Março de 2012 |         |       |  |
| Argentina           | 41 - 21 | Chile |  |
|                     |         |       |  |

##### Classificação Final - Primeira Fase - Grupo B
| Seleção   | P | J | V | E | D | PF | PC | +/- |
| --------- | - | - | - | - | - | -- | -- | --- |
| Colômbia  | 9 | 3 | 3 | 0 | 0 | 61 | 24 | +37 |
| Argentina | 6 | 3 | 2 | 0 | 1 | 92 | 47 | +45 |
| Chile     | 3 | 3 | 1 | 0 | 3 | 53 | 61 | -8  |
| Paraguai  | 0 | 3 | 0 | 0 | 3 | 7  | 81 | -74 |

- Critérios de pontuação: vitória = 3, empate = 1, derrota = 0
- Colômbia e Argentina avançaram às disputas principais.

### Fase Final

#### Semi-finais Bronze
| 11 de Março de 2012 |        |          |  |
| Venezuela           | 20 - 7 | Paraguai |  |
|                     |        |          |  |

| 11 de Março de 2012 |        |      |  |
| Chile               | 38 - 5 | Peru |  |
|                     |        |      |  |

#### Semi-finais Ouro
| 11 de Março de 2012 |        |           |  |
| Brasil              | 17 - 5 | Argentina |  |
|                     |        |           |  |

| 11 de Março de 2012 |        |         |  |
| Colômbia            | 10 - 7 | Uruguai |  |
|                     |        |         |  |

#### Disputa 7º lugar
| 11 de Março de 2012 |        |      |  |
| Paraguai            | 22 - 7 | Peru |  |
|                     |        |      |  |

#### Final Bronze
| 11 de Março de 2012 |        |       |  |
| Venezuela           | 5 - 12 | Chile |  |
|                     |        |       |  |

#### Final Prata
| 11 de Março de 2012 |        |         |  |
| Argentina           | 7 - 12 | Uruguai |  |
|                     |        |         |  |

#### Final Ouro
| 11 de Março de 2012 |        |          |  |
| Brasil              | 34 - 5 | Colômbia |  |
|                     |        |          |  |

## Campeão
| Campeonato Sul-Americano de Rugby Seven Feminino de 2012 |
| -------------------------------------------------------- |
| Brasil Campeã (8º título)                                |